# Svjetionici u Hrvatskoj
U Hrvatskim teritorijalnim vodama postoji 45 svjetionika, od kojih je 16 s posadom i 29 bez posade, i u vlasništvu su Plovputa. Uz njih postoje i ostali objekti sigurnosne plovidbe (u vlasništvu Plovputa): 299 obalnih svjetala, 129 svjetlećih oznaka, 36 svjetlećih plutača, dvije signalne postaje, 154 signalne oznake, 4 signalne oznake pokrivenog smjera, i 14 signalnih plutaća. 
U vlasništvu trećih osoba postoje 352 objekta (od kojih nijedan svjetionik) o kojima, prema ugovoru, također brine Plovput.
Popis svjetionika

### Abecedni popis svjetionika u Hrvatskoj
1. Otočić Babac
2. Hrid Blitvenica
3. Rt Crna punta
4. Otočić Daksa
5. Otočić Glavat
6. Hridi Grebeni
7. Otočić Grujica
8. Otočić Host
9. Rt Jadrija
10. Rt Lovišće
11. Rt Marlera
12. Mlaka
13. Hrid Mulo
14. Otočić Murvica
15. Otočić Olipa
16. Oštri rat
17. Rt Oštro – Kraljevica
18. Otočić Palagruža
19. Rt Peneda
20. Otočić Pločica
21. Otočić Pokonji dol
22. Pomorac
23. Hrid Porer
24. Rt Prestenice
25. Otočić Prišnjak
26. Rt Ražanj
27. Rt Savudrija; najstariji, izgrađen 1818.
28. Otočić Sestrica Vela – Korčula
29. Otočić Sestrica Vela – Tajer
30. Luka Slano, Donji rt
31. Split, lukobran, glava
32. Rt Stončica
33. Rt Stražica
34. Rt Struga
35. Rt Sućuraj
36. Otok Sušac
37. Otok Susak
38. Otočić Sv. Andrija
39. Hrid Sv. Ivan na pučini
40. Rt Sv. Nikola
41. Poluotok Sv. Petar
42. Otočić Tri Sestrice – Rivanj
43. Otočić Trstenik
44. Rt Veli rat
45. Rt Verudica
46. Otok Vir
47. Rt Vnetak
48. Rt Vošćica
49. Hrid Zaglav
50. Rt Zub